# Тиреотропин
Тиреотропинът (известен и като TSH или тироид-стимулиращ хормон) е пептиден хормон, синтезиран и секретиран от тиреотрофни клетки в аденохипофизата, който регулира ендокринната функция на щитовидната жлеза.

## Физиология

### Регулация на нивата на тироидните хормони
TSH стимулира щитовидната жлеза да секретира хормоните тироксин (T4) и трийодтиронин (T3). Синтезът и освобождаването на TSH от своя страна се контролира от тиреотропин-освобождаващ фактор (TRH), който се произвежда в хипоталамуса и се транспортира до аденохипофизата чрез хипоталамо-хипофизната транспортна система, където повлиява положително продукцията и освобождаването на TSH. Соматостатинът също се произвежда в хипоталамуса, но има обратния ефект върху TSH, като инхибира освобождаването му.
Нивата на тироидните хормони (T3 and T4) в кръвта влияят по пътя на обратната връзка върху продукцията на TSH от хипофизата. Когато нивата на T3 and T4 са ниски, се освобождава тиреотропин-освобождаващ фактор, който повищава продукцията на TSH и обратното – при високи нива на T3 и T4 освобождаването на тиреотропин-освобождаващ фактор и TSH се потиска.

### Структура
TSH е гликопротеин, състоящ се от две субединици алфа- и бета-субединица.
- Алфа субединицата е идентична с тази при човешкия хорион гонадотропин (HCG), лутеинизиращия хормон (LH) и фоликулостимулиращия хормон (FSH). Алфа субединицата е отговорна за активирането на аденилат циклазата, произвеждаща цАМФ (вторичен посредник задействащ каскада от процеси водещи до промяна в генната експресия).
- Бета субединицата (TSHB) е уникална за TSH и определя рецепторната специфичност.

### TSH рецептор
TSH рецепторът се намира предимно върху фоликулярните клетки на щитовидната жлеза.. Член е на суперсемейството на G протеин-свързаните рецептори на интегралните мембранни протеини като е асоцииран с Gs протеин.
Стимулирането на рецептора води до повишена продукция и секреция на T3 и T4.
Антитела с епитоп рецептора на TSH мимикрират TSH като активират жлезата и обуславят автоимунното заболяване Базедова болест.

## Патология
| Източник на патологията | TSH нива | T3 и T4 нива | Заболяване                                                                  |
| ----------------------- | -------- | ------------ | --------------------------------------------------------------------------- |
| Хипоталамус/хипофиза    | Високи   | Високи       | Доброкачествен хипофизен тумор (аденом) или Тиреоидна резистентност         |
| Хипоталамус/хипофиза    | Ниски    | Ниски        | Панхипопитуитаризъм                                                         |
| Щитовидна жлеза         | Ниски    | Високи       | Хипертиреоидизъм или Базедова болест                                        |
| Щитовидна жлеза         | Високи   | Ниски        | Вроден хипотиреоидизъм (кретенизъм), хипотиреоидизъм или Болест на Хашимото |